# Boraginaceae

Flor de Boraginaceae con algunas partes eliminadas. Obsérvese el gineceo tetralobado con estilo de posición ginobásica, los estambres epipétalos (insertos a mitad del pétalo) y los pétalos (celeste y azul) y sépalos (verde claro).

Boraginaceae, la familia de las borragináceas, también llamadas nomeolvides, por uno de sus géneros, está compuesta por alrededor de 150 géneros  distribuidos por todo el mundo.

## Descripción
Son árboles, arbustos, bejucos, trepadoras o hierbas, frecuentemente con indumento conspicuo; plantas hermafroditas, heterostilas, monoicas o dioicas. Hojas simples, alternas o raramente opuestas; exestipuladas. Cáliz gamosépalo, generalmente persistente, tubular a campanulado o rotáceo, generalmente pentalobado; corola gamopétala, generalmente pentalobada; estambres generalmente iguales en número a los lobos de la corola y alternos con estos, adnados al tubo de la corola; ovario súpero, bicarpelar y bilocular pero a veces falsamente tetralocular, óvulos generalmente 4, anátropos, estilo 1, terminal o ginobásico, simple o ramificado, estigmas 1-4. Fruto drupáceo y con 1-4 semillas, a veces seco al madurarse o de 4 nuececillas.

## Taxonomía
Según el sistema de clasificación APG II, esta familia pertenece al clado I de la subclase Asteridae, incluidos los órdenes Gentianales, Lamiales y Solanales, pero aún no está claro si debería ser asignada a uno de estos órdenes o al suyo propio (Boraginales). En el antiguo Sistema de Cronquist se la incluía en las Lamiales, pero ahora se reconoce que no son más similares a las otras familias de este orden de lo que son a las de varios otros órdenes de Asteridae.
Las borragináceas son parafiléticas con respecto a Hydrophyllaceae y esta última está incluida en el anterior sistema APG II. En algunas clasificaciones recientes la familia ha sido dividida en otras varias: Boraginaceae s.s, Cordiaceae, Ehretiaceae, Heliotropiaceae, Hydrophyllaceae y Lennoaceae.
La mayoría, aunque no todos los miembros de la familia, tiene hojas vellosas. El carácter tosco de las vellosidades se debe al óxido de silicio y al carbonato de calcio. En algunas especies, la antocianina es la causante de que el color de las flores cambie del rojo al azul con la edad. Esto es, probablemente, una señal para indicar a los polinizadores que estas añejas flores ya están vacías de polen y néctar (Hess, 2005).
Algunos de sus miembros más conocidos:
- Alkanna tinctoria
- Borago
- Symphytum
- Amsinckia
- Myosotis
- Cordia
- Pentaglottis sempervirens
- Heliotropium
- Cynoglossum
- Pulmonaria
- Mertensia maritima
- Echium plantagineum
- Echium vulgare

## Sinonimia
- Anchusaceae, Buglossaceae, Cerinthaceae, Cordiaceae, Echinaceae, Ehretiaceae, Heliotropiaceae, Onosmaceae, Wellstediaceae[3]